# کلاس (فیلم ۱۹۸۳)
کلاس (به انگلیسی: Class) فیلمی محصول سال ۱۹۸۳ و به کارگردانی لوئیس جان کارلینو است. در این فیلم بازیگرانی همچون راب لو، جکلین بیسیت، اندرو مک‌کارتی، کلیف رابرتسون، جان کیوسک، آلن راک و ویرجینیا مادسن ایفای نقش کرده‌اند.